# Johannes Bölter
Johannes Bölter, né le 19 février 1915 à Mülheim et mort dans cette ville le 16 septembre 1987, est un commandant et tankiste allemand pendant la Seconde Guerre mondiale.
Décoré de la croix de chevalier de la croix de fer avec feuilles de chêne pour bravoure avec environ 139 chars détruits, il évoluait dans la Schwere Panzer Abteilung 502.